# Caperonia cordata
Caperonia cordata là một loài thực vật có hoa trong họ Đại kích. Loài này được A.St.-Hil. mô tả khoa học đầu tiên năm 1825.